# Rewolucja 1905 roku w Królestwie Polskim

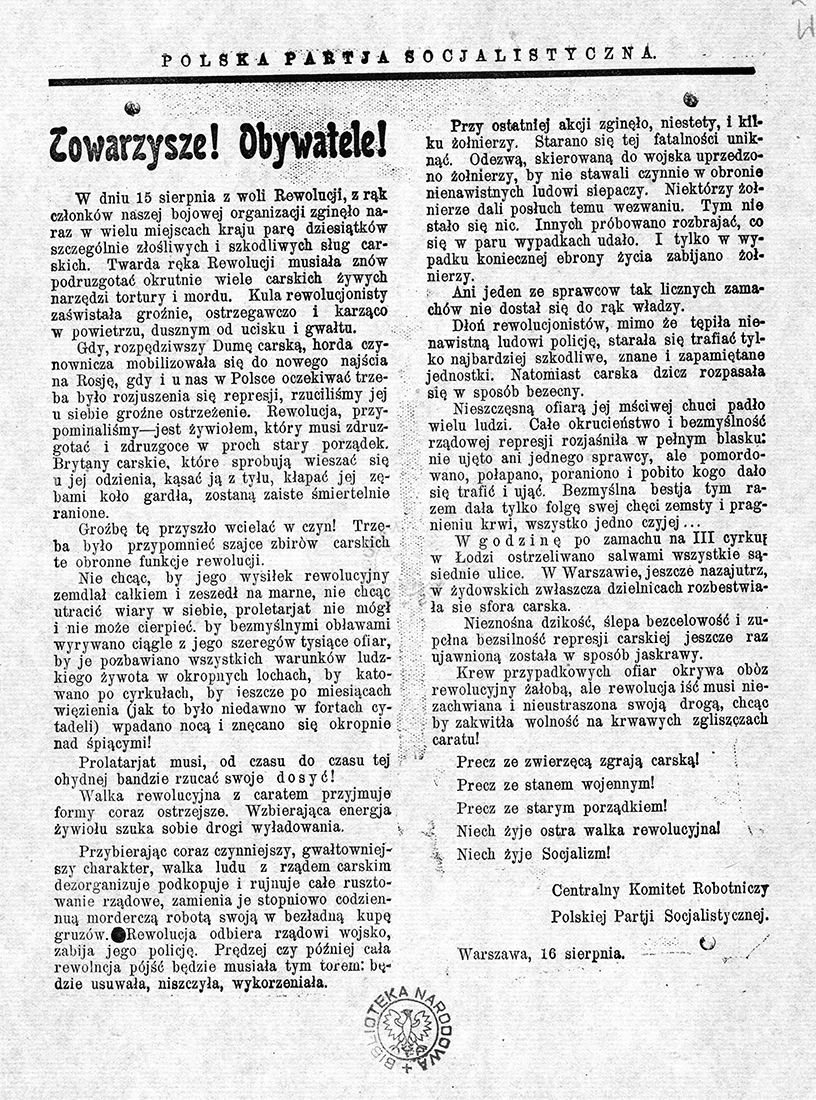
Odezwa PPS wydana 16 sierpnia 1906, po tak zwanej krwawej środzie

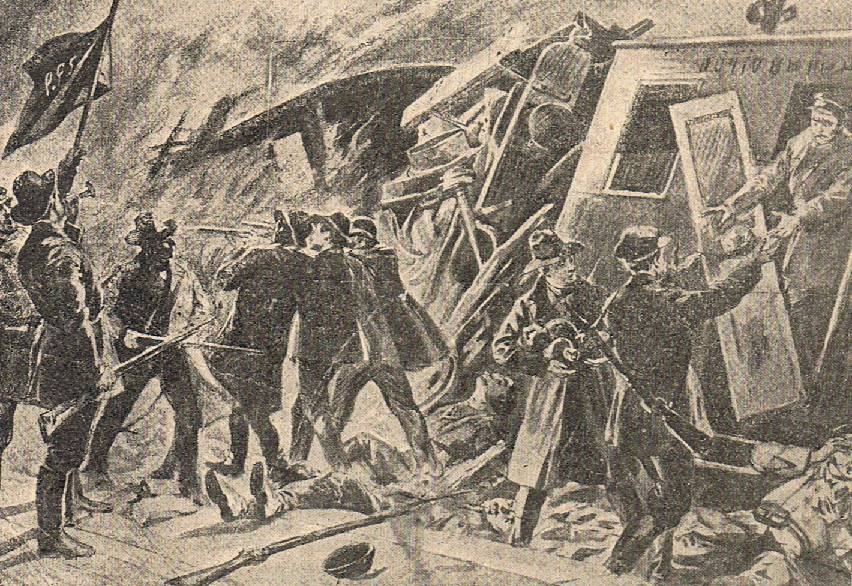
Ekspropriacja pod Rogowem dokonana przez Organizację Bojową PPS

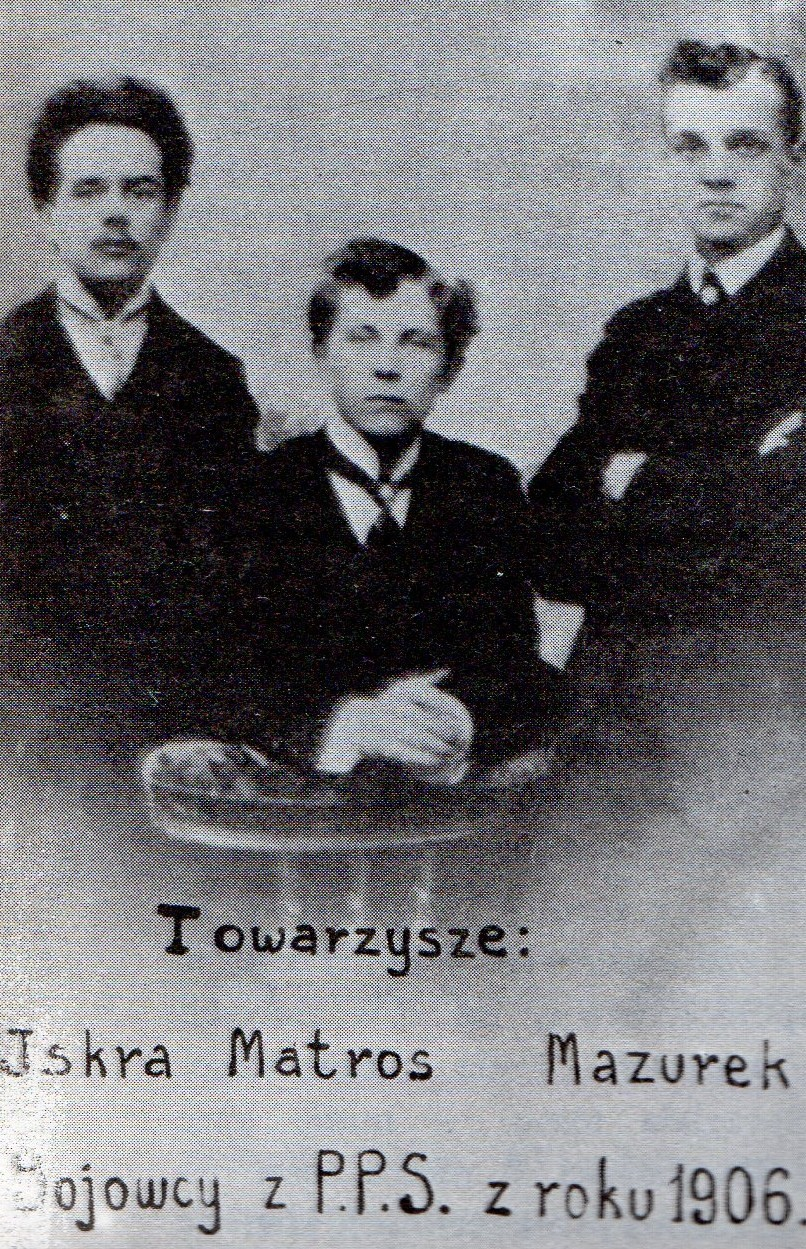
Bojowcy z Organizacji Bojowej PPS

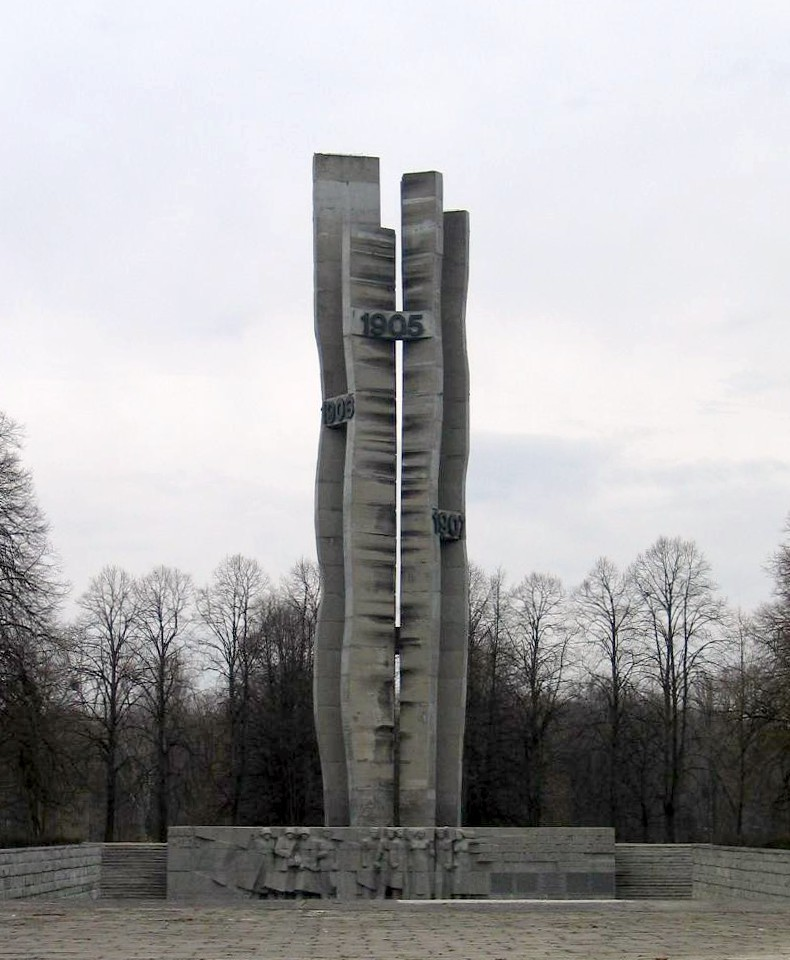
Pomnik Czynu Rewolucyjnego w Łodzi upamiętniający wydarzenia z 1905

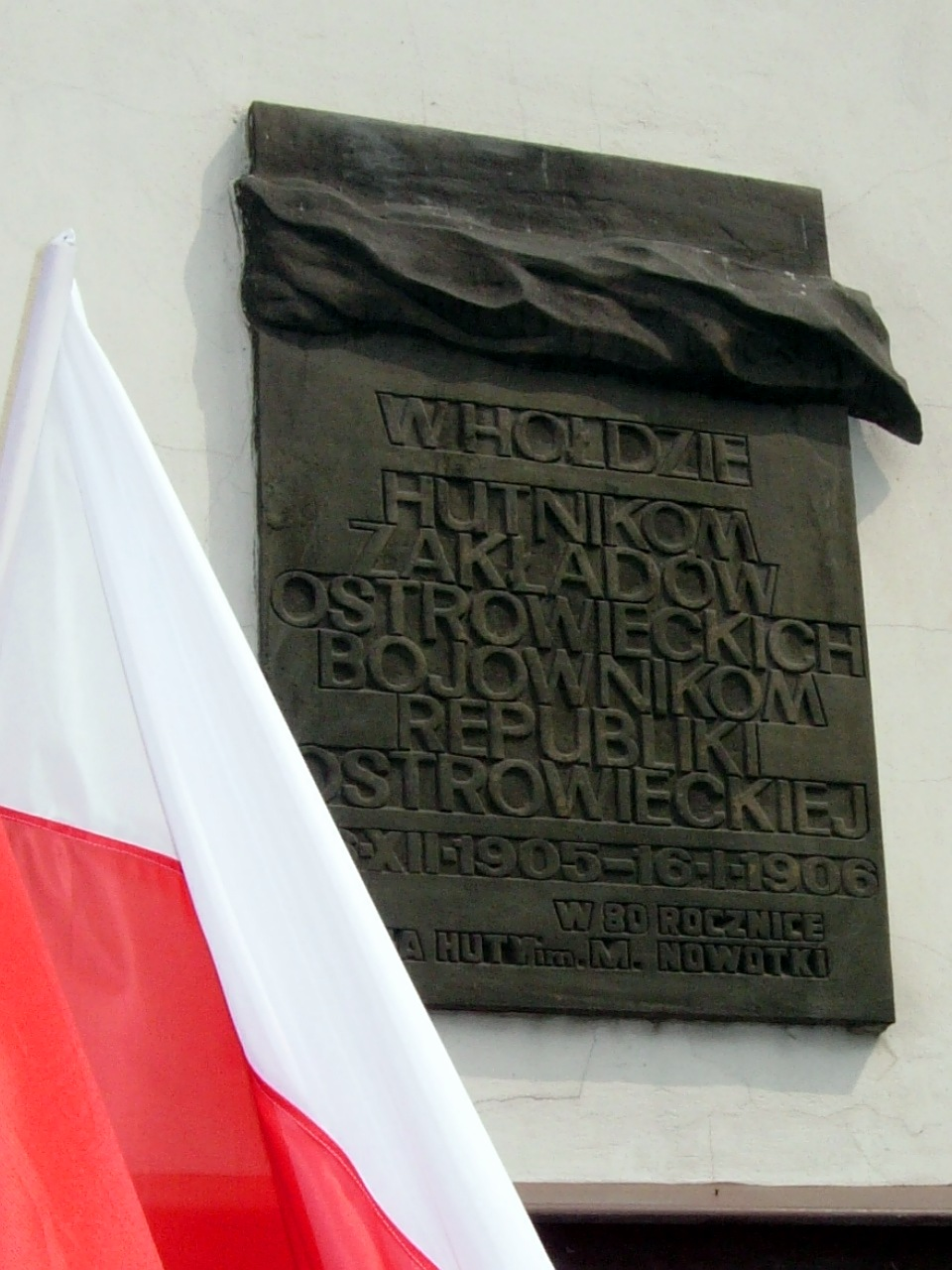
Tablica w Ostrowcu Świętokrzyskim upamiętniająca wydarzenia z 1905

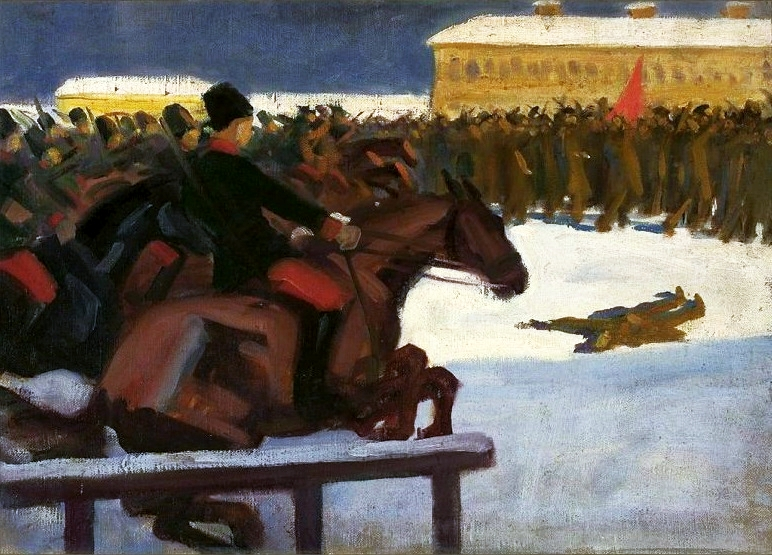
Demonstracja uliczna w 1905. Obraz Władysława Skoczylasa

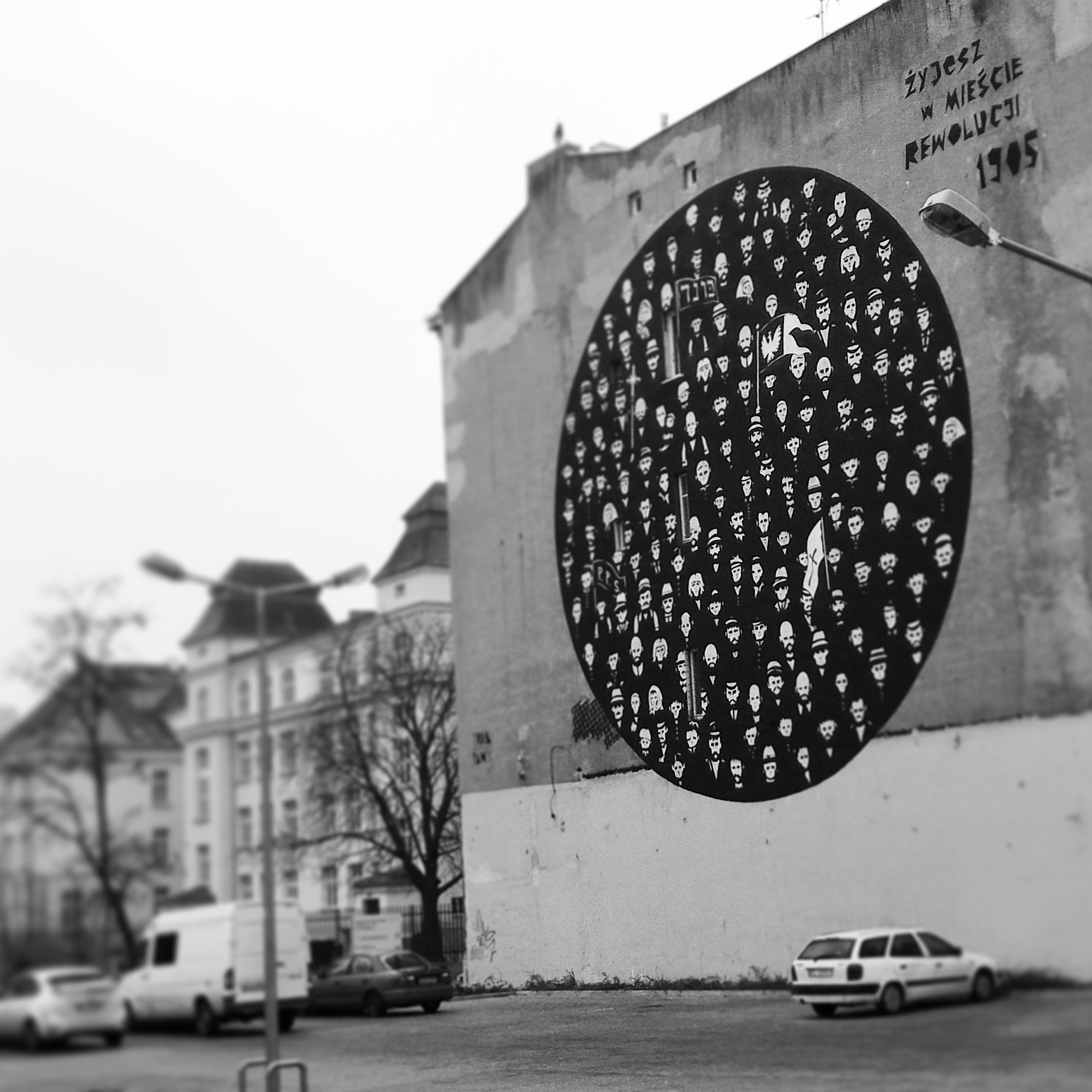
Łódzki mural poświęcony rewolucji 1905 roku. Wykonawca: Takie Pany

Rewolucja 1905 roku w Królestwie Polskim – rewolucja 1905 roku na obszarze Królestwa Polskiego. Spontaniczne strajki i walki trwały w polskich ośrodkach przemysłowych oraz na wsi od 1905 do 1907.
Poza Królestwem Polskim w tym okresie wybuchały także strajki w sąsiednich regionach, zamieszkanych przez Polaków. W kresach północnych Austro-Węgier zamieszkałych przez Polaków: rejonie przemysłowym Wielkiego Księstwa Krakowskiego (28 listopada 1905), rejonie przemysłowym Księstwa Górnego i Dolnego Śląska. W Rzeszy Niemieckiej na kresach wschodnich rejencji opolskiej (124 strajki w 1905).

## Geneza
Napięta sytuacja w ośrodkach przemysłowych utrzymywała się od co najmniej 1904 na skutek pogarszających się warunków pracy i informacjach o serii kompromitujących niepowodzeń Rosji podczas wojny z Japonią. Największa organizacja socjalistyczna na ziemiach polskich, Polska Partia Socjalistyczna, powołała swą Organizację Bojową już w maju 1904. W Paryżu przedstawiciele polskiego ruchu robotniczego omawiali z rosyjskimi eserowcami oraz łotewskimi i gruzińskimi nacjonalistami możliwość wywołania ogólnorosyjskiego powstania. Druga, mniejsza partia robotnicza, Socjaldemokracja Królestwa Polskiego i Litwy korzystała z pomocy doradców mienszewików i bolszewików. Eserowcy i Bund nasilili działalność na zachodzie kraju. Na początku 1904 Józef Piłsudski spotkał się z japońskim ambasadorem, usiłując przekonać go do wsparcia antycarskiego powstania w Kongresówce oraz powołania legionu polskiego w Japonii.
28 września 1904 w Białymstoku policja rozbiła demonstrację PPS. Żandarmi zaatakowali tłum próbując skonfiskować czerwony sztandar z hasłem „PPS: Precz z wojną i caratem! Niech żyje wolny polski lud!”. W odpowiedzi na atak, bojowcy PPS odpowiedzieli ostrzałem z rewolwerów, sześciu ludzi zginęło, a około setki robotników zostało aresztowanych. 13 listopada 1904 podobna manifestacja została rozpędzona na placu Grzybowskim w Warszawie. Sytuacja uległa zaostrzeniu na skutek informacji o „krwawej niedzieli” w Petersburgu z 22 stycznia 1905, upadku autorytetu cara Mikołaja II i wybuchu strajków w Rosji. W ciągu 1905 strajki zaczęły wybuchać w licznych zakładach przemysłowych na terenie zaboru rosyjskiego. Strajkom przewodziły Polska Partia Socjalistyczna i Socjaldemokracja Królestwa Polskiego i Litwy. W tym samym miesiącu we wsi Pilaszków pod Łowiczem zebrali się potajemnie nauczyciele ze szkół elementarnych, którzy podjęli uchwałę o natychmiastowym wprowadzeniu do szkół wiejskich nauczania w języku polskim, którą to uchwałę zaczęli wprowadzać w życie, mimo rosyjskich represji.

## Przebieg
28 stycznia PPS i SDKPiL wezwały do strajku, który objął ponad 400 tysięcy pracowników. Ruch rewolucyjny polskiego proletariatu w styczniu i lutym 1905 r. wywarł wpływ również na część inteligencji pracującej. Do strajku styczniowego i lutowego przyłączyły się żywiołowo liczne grupy inteligencji. W Warszawie, Łodzi i innych miastach Królestwa urzędnicy wielu biur i instytucji prywatnych porzucili pracę. Z akcją strajkową solidaryzowali się także pracownicy instytucji publicznych jak np. telefonistki warszawskie. Bezpośrednią reakcją na wydarzenia „krwawej niedzieli”, był trwający ponad trzy lata strajk szkolny. Od 1905 do 1906 w Kongresówce wybuchło ponad 6991 strajków, w których uczestniczyło 1,3 miliona pracowników. Wystąpienia robotników potępiła endecja, warszawska Gazeta Polska nawoływała do zdławienia socjalistycznej anarchii a liczba morderstw politycznych sięgnęła 40–50 tygodniowo. Przeciwnicy Romana Dmowskiego uważali że zawarł on tajne porozumienie z carem w celu zwalczania PPS. Działalność Narodowej Demokracji w okresie rewolucji doprowadziła do wzmożonej niechęci między Polakami i Żydami, apele Polskiej Partii Socjalistycznej o wspólną walkę z caratem, niezależnie od wyznania i narodowości stopniowo pozostawało bezskuteczne. Aby odwrócić uwagę od wystąpień pracowników, w Białymstoku 15 sierpnia 1905 siły carskie zorganizowały pogrom Żydów.
W odpowiedzi na represje nasiliły się starcia między Organizacją Bojową PPS a siłami carskimi. Bojowcy planowali zamachy na oberpolicmajstra Nolkena i generała Nowosilcowa. Rewolucjoniści prowadzili podziemną wojnę skierowaną w sieć agentów carskich infiltrujących polskie organizacje polityczne.

### Warszawa
W Warszawie w styczniu 1905 w starciach demonstrantów z wojskiem zginęło około stu osób. 23 marca dokonano nieudanego zamachu na oberpolicmajstra Karla Nolkena, wskutek czego aresztowany został jeden z zamachowców, 19-letni Stefan Okrzeja. Śmiercią 25 osób zakończyła się demonstracja pierwszomajowa, w czasie której pochód prowadzony przez Feliksa Dzierżyńskiego został ostrzelany przez wojsko u zbiegu ulicy Żelaznej i Alej Jerozolimskich. Do starć doszło także w innych miejscach Warszawy, co zwiększyło bilans ofiar do 31. 21 lipca opinią publiczną wstrząsnęła egzekucja Okrzei, bojowca OB PPS i bohatera bitwy stoczonej z oddziałami carskimi na placu Grzybowskim.

### Łódź
W Łodzi strajk włókniarzy przeobraził się w dwudniowe starcia (22–24 czerwca), w efekcie których zginęło i zostało rannych około dwóch tysięcy osób. W walkach w powstaniu w ciągu tygodnia zginęło 55 Polaków, 79 Żydów i 17 Niemców. Pacyfikacją strajkujących kierował generał Shuttleworth, a car ustanowił stan wojenny. Pomimo tego, kolejne strajki wybuchały aż do 1907 r., a 30 września 1905 zamordowano fabrykanta Juliusza Kunitzera. Ostateczny bilans ofiar wyniósł 1000 zabitych.

### Sosnowiec
1 lutego 1905 w Sosnowcu wybuchły strajki w fabryce Fitznera i Gampera, a później w kopalni Renard. 9 lutego 1905 przed Hutą Katarzyna w Sosnowcu żołnierze rosyjscy otworzyli ogień do manifestacji pracowników kilku zakładów pracy, zabijając ponad 40 demonstrantów i raniąc około 150 osób.

### Dąbrowa
Pod wpływem wydarzeń w Sosnowcu w Dąbrowie rozpoczęły się strajki i demonstracje, w których uczestniczyli pracownicy KWK Koszelew, KWK Paryż, Huty Bankowej oraz uczniowie Szkoły Realnej i Szkoły Górniczej. W trakcie zamieszek zginęła jedna osoba. Kolejne strajki, w tym w KWK Mortimer nastąpiły w lipcu, które złamano przez lokaut (zobacz Republika Zagłębiowska, Republika Sławkowska).

### Ostrowiec
W Ostrowcu proklamowano 27 grudnia Republikę Ostrowiecką. W dławieniu robotniczych wystąpień z caratem współdziałali przemysłowcy, przedstawiciele endecji i kościoła katolickiego.

### Częstochowa
8 lutego 1905 wybuchł strajk w hucie żelaza Hantkego w Częstochowie. Wkrótce do strajku przystąpiły załogi fabryki „Częstochowianka”, „Warta”, przędzalnia bawełny Mottów, fabryka szpagatu „Stradom”, przędzalnia wełny Peltzerów, fabryka Brassa i fabryka kwasów Zachsa.

### Radom
31 stycznia 1905 w Radomiu 1500 robotników wzięło udział w manifestacji. W dniu 3 lutego żołnierze rosyjscy otworzyli ogień do manifestujących zabijając 14 osób i raniąc 50. Podczas demonstracji w dniu 24 grudnia 1905 w obronie sztandaru PPS poległ Wiktor Cymerys-Kwiatkowski.

### Kamienna
4 lutego 1905 w Kamiennej (dziś Skarżysko-Kamienna) odbyła się manifestacja robotników, którzy zostali ostrzelani przez żołnierzy rosyjskich, w wyniku czego zginęło od 24 do 32 osób, natomiast około 40–100 zostało rannych. W osadzie miały miejsce nadto dwa duże strajki kolejowe (od 25 października do 17 listopada 1905 i od 26 grudnia 1905 do początku stycznia 1906).

### Łanięta

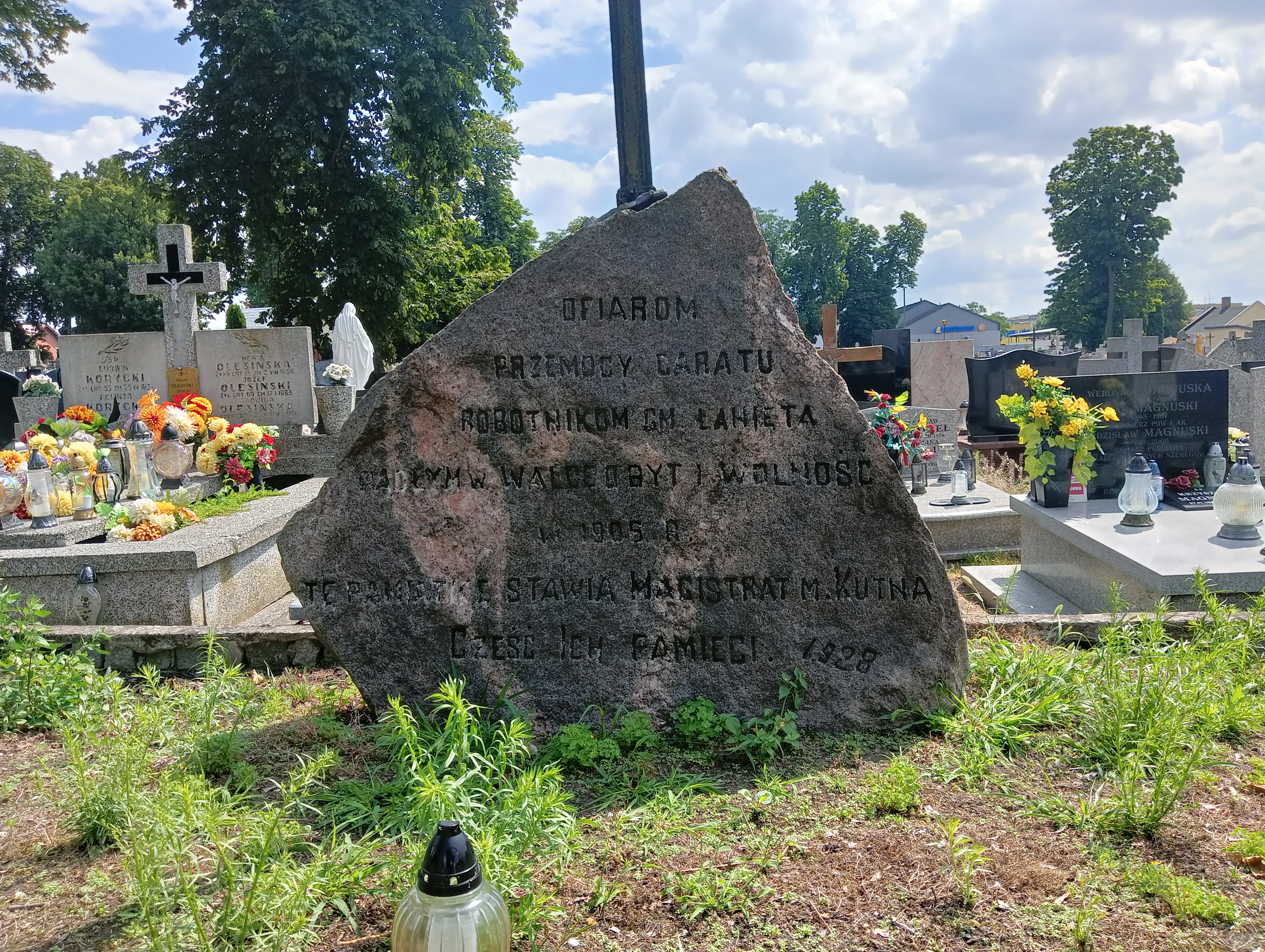
Pomnik poległych robotników z Łaniąt w trakcie rewolucji 1905 roku na cmentarzu parafialnym w Kutnie

W marcu 1905 roku, doszło w Łaniętach do masakry robotników folwarcznych. Żołnierze 192 wawerskiego pułku piechoty pod dowództwem kapitana Griba otworzyli ogień do bezbronnego tłumu strajkujących, zabijając dwanaście i raniąc piętnaście osób. W 1950 odsłonięto we wsi pomnik upamiętniający strajk robotników rolnych. Pomnik-kamień ku czci pomordowanych robotników folwarcznych znajduje się także na cmentarzu parafialnym w Kutnie.

### Kielce
3 lutego 1905 strajk przeprowadziła młodzież kieleckich gimnazjów: męskiego i żeńskiego. 3 lipca 1905, na ulicy Piotrkowskiej, doszło do starć Organizacji Bojowej PPS z rosyjskim wojskiem i policją; ranne zostały cztery osoby, w tym dwie pochodzenia żydowskiego. W wyniku ożywienia życia politycznego w Królestwie Polskim i liberalizacji cenzury, w Kielcach powstał w 1906 tygodnik postępowo-demokratyczny „Echa Kieleckie”.

## Skutki
Rewolucja w Rosji i na ziemiach polskich ostatecznie wygasła w 1907 r. W społeczeństwie polskim zaboru rosyjskiego ujawniła ona podziały między ruchem socjalistycznym a obozem narodowym. Ugrupowania te wyrosły na najważniejsze polskie partie polityczne w Królestwie Polskim. Stały się one partiami masowymi, skupiającymi po kilkadziesiąt tysięcy członków.
Rewolucja przyniosła szereg pozytywnych zmian na ziemiach polskich pod zaborem rosyjskim. Pojawiła się możliwość tworzenia polskich instytucji i organizacji społecznych: polskiego szkolnictwa prywatnego (między innymi Polska Macierz Szkolna), ruchu spółdzielczego (między innymi Towarzystwo Kooperatystów); zelżała cenzura, wprowadzono wolność wyznania i dopuszczono używanie języka polskiego w urzędach gminnych. Efektem rewolucji 1905 roku był też rozłam w polskim ruchu socjalistycznym związany z różnicami w priorytetach poszczególnych działaczy. Dla starszych priorytetem była niepodległość Polski, dla młodszych prawa robotnicze. W efekcie Polska Partia Socjalistyczna podzieliła się na IX zjeździe PPS w listopadzie 1906 na PPS Frakcja Rewolucyjna (Józef Piłsudski), której celem była przede wszystkim walka o niepodległość oraz PPS Lewica (Feliks Kon), której celem była przede wszystkim walka o prawa robotników. Doświadczenia z rewolucyjnej działalności Organizacji Bojowej PPS posłużyły do utworzenia w 1908 we Lwowie Związku Walki Czynnej.
Pod naciskiem rewolucjonistów, car zgodził się na ustępstwa. W kwietniu 1905 wszedł w życie nakaz tolerancji religijnej który przyczynił się do zaprzestania represji wobec mniejszości unickiej. Do polskich szkół powrócił język polski, zalegalizowano związki zawodowe. Manifest carski z 30 października 1905 obiecywał wprowadzenie konstytucji oraz utworzenie parlamentu. Zmiany konstytucyjne zostały jednak złamane w latach 1906–1907. W praktyce udział Polaków w Dumie Państwowej, pozbawionej realnej władzy, ograniczał się wyłącznie do narodowych demokratów. Część osiągnięć robotniczych na polu ekonomicznym zostało cofniętych pod naciskiem fabrykantów. Do rangi symbolu urósł kilkumiesięczny lokaut w Łodzi, trwający od grudnia 1906 do końca marca 1907. Bez środków do życia pozostawało wtedy, według różnych szacunków, od osiemdziesięciu do stu tysięcy osób. Pod presją wydarzeń rewolucyjnych w latach 1905-1907 zaczęto wprowadzać dwie ustawy (które sfinalizowano dopiero w 1912 r.) – o ubezpieczeniach na wypadek choroby i wypadków przy pracy. W dalszym ciągu były jednak elastyczne dla pracodawców, a koszty wypłaty ubezpieczeń ponosili głównie sami robotnicy.